# WeTube〜夏やろうの夏〜
「WeTube〜夏やろうの夏〜」（ウィチューブ なつやろうのなつ）は、TUBEの楽曲。2023年8月16日に1作目の配信限定シングルとして、Sony Music Associated Recordsよりリリースされた。

## 概要
- TUBE初となる配信限定シングル。
- 2023年8月26日に行われるTUBE恒例の神奈川・横浜スタジアムでのライブ「TUBE LIVE AROUND SPECIAL 2023 TUBE JAMBOREE」を盛り上げるために制作され、配信リリースも緊急決定された[1][2]。
- サウンドプロデュースにagehaspringsを迎え、遊び心がギッシリ詰まった歌詞と心躍るサウンドが融合したライブ感溢れる一曲[3]。
- YouTubeにてリリックビデオを公開[4]。
- TUBEメンバー・横浜スタジアム出演ダンサーによるダンス動画をYouTube[5][6][7]、TikTok[8]にて公開。
- 後に2025年に発売のベストアルバム『All Singles TUBEst -White-』にて翌年の「PERFECT SMILE」と共に収録され、初CD化となった。

## 収録曲
| #  | タイトル                   | 作詞                     | 作曲     | 編曲               |
| -- | -------------------------- | ------------------------ | -------- | ------------------ |
| 1. | 「WeTube〜夏やろうの夏〜」 | 前田亘輝、ヤマモトショウ | 春畑道哉 | 南田健吾、福島貴夫 |

## 収録アルバム
- All Singles TUBEst -White-